# Les Trafiquants de la mer rouge
Les Trafiquants de la mer rouge est la septième histoire de la série Les Aventures de Buck Danny de Jean-Michel Charlier et Victor Hubinon. Elle est publiée pour la première fois dans le journal Spirou du no 684 au no 709. Puis est publiée sous forme d'album en 1952.

## Résumé
La fin de la Guerre du Pacifique ayant entraîné son départ de l'escadrille des Tigres volants et sa démobilisation de l'armée, Buck Danny cherche un emploi. Après trois mois de vaines recherches, il est toujours au chômage, à New York. À la sortie d'un entretien d'embauche houleux et désespérant, Danny croise Tumbler, défait et mal rasé, puis Sonny Tuckson, reconverti en pizzaïolo, mais gaffeur et maladroit.
Les trois amis sont recrutés par une compagnie aérienne privée, basée au Moyen-Orient. À charge pour le trio de rejoindre (par ses propres moyens) Port-Saïd, en Égypte, prés du canal de Suez, du côté de la Mer rouge. De là ils rejoignent l'aérodrome de Makar, base de la compagnie.
Au pays de l'Or Noir, Buck et ses compagnons découvrent le monde interlope des trafiquants internationaux d'armes et de drogue. À la tête de ce gang, se trouve le peu ragoutant Bronstein, associé à l'émir Hussein, deux êtres cupides prêts au pire pour renverser le Cheik Chekri-El-Maahdi, chef de tribu et « propriétaire » dans la péninsule Arabique du territoire des Oulaïs, gorgé de pétrole.
À la merci de ces bandits, Buck et ses amis croisent la route de Muriel Hawthorne, alias XB-16, agent des services secrets britanniques infiltrée dans le camp.

## Contexte historique
À partir des années 1920, le pétrole devient progressivement l'énergie principale de la planète. La Seconde Guerre mondiale, puis les développements exponentiels du transport et de l'industrie chimique ne font qu'accélérer les choses.
À partir de 1938, la prospérité du royaume d'Arabie Saoudite est liée à l'exploitation du pétrole et fait de cet État l'un des plus puissants du Moyen-Orient. En 1945, le roi Abdelaziz conclut avec le président américain Franklin Roosevelt un accord stratégique motivé par la géopolitique du pétrole, qui place l'Arabie saoudite dans l'orbite économique et sous la protection militaire américaine, l’Arabie saoudite ayant cédé l’exploitation de ses ressources pétrolières aux États-Unis. La même année, elle devient membre de l’Organisation des Nations unies et de la Ligue arabe. Officiellement, pendant la Seconde Guerre mondiale, Ibn Saoud d'Arabie prend une position neutre. Toutefois, on le juge favorable aux Alliés.
Le Moyen-Orient en général, dont les sous-sols recèlent les principaux gisements d'or noir de la planète, devient la zone stratégique la plus convoitée du monde. L'accession à l'indépendance de certains pays arabes, la constitution de l'État d'Israël en 1948 et les intrigues fomentées par les grandes compagnies pétrolières internationales et les potentats locaux ne tardent pas à faire de la région une véritable poudrière.

## Personnages
- Buck Danny : Héros de la série .

- Tumbler

- Sonny Tuckson

- Muriel Hawthorne : Alias XB-16 , agent des services secrets britanniques .

- Bronstein : Patron d'une compagnie aérienne privée .

- Emir Hussein

- Cheick El Maahdi

## Publication

### Revues
Le Journal de Spirou entre mai et novembre 1951 , du no 684 au no 709 ;

### Album
7éme tome de la série Buck Danny.